# فلوریان میشل
فلوریان میشل (انگلیسی: Florian Michel؛ زادهٔ ۲۵ مارس ۱۹۹۲) بازیکن فوتبال است.